# Melocactus braunii
Melocactus braunii är en kaktusväxtart som beskrevs av Esteves. Melocactus braunii ingår i släktet Melocactus och familjen kaktusväxter. Inga underarter finns listade i Catalogue of Life.